# Три перстені
«Три перстені» — друга прижиттєва збірка віршів українського поета Богдана-Ігора Антонича, що вийшла друком у Львові в 1934 році.

## Про збірку
У центрі книжки —- образ Лемківщини, сповнений ароматами гір і долин казковий світ молодості поета. У збірці наявні два струмені: ліричний та епічний. Епічні твори, які сам поет називає елегіями, являють собою своєрідні розповіді, у яких одночасно постає вибухова за почуттям стихія природи. Разом з ними у збірці чимало коротких ліричних мініатюр, у яких відкривається багатство несподіваних зорових, кольорових, звукових образів. У поезіях збірки, пройнятих впливами Т. Шевченка, В. Вітмена, Р. Тагора й переплетених з фольклорними джерелами, що надихали молодого поета символікою дохристиянських міфологічних уявлень, діє оживлена природа, де людина — невіддільна її частка. «Поганська Лада з прадавніх часів, з кичер і недей варить у глиняному дзбані черлене зілля поезії. У хвалу Ладі підпалюємо ялівець строф. Звеличуємо оленя, гірський потік і вітальний праінстинкт природи», — писав Антонич у часописі «Дажбог» (1934, № 7, с. 70). За книгу «Три перстені» поет отримав літературну премію Товариства українських письменників.

## Символіка, мотиви, стилістика
Розшифрування назви збірки міститься у тріаді, об'єднаній образом персня: пісня («Елегія про перстень пісні»), молодість («Елегія про перстень молодості») та ніч («Елегія про перстень ночі»). У назві збірки міститься глибокий символічний зміст. Нескінченний і замкнутий у собі перстень — це замкнутий внутрішній світ поета, заземлений у язичницькому макрокосмі; образи, реалії деталі повторюються, але щоразу в новій комбінації, у новому метафоричному поєднанні, створюючи картину поганської повноти світу, буяння живлющих соків землі. Поет уводить свого ліричного героя в кільце  безконечних метаморфоз природи, у якому царює сонце, ходячи в крисані, дівчата заплітають у волосся гребінь сонця, сонце запрягають до селянського воза, та й сам поет так зблизився з ним, що ходить «з сонцем на плечах» або «у кишені». Мотив поганства розкривався в Антонича не стільки в плані язичницької тілесності та еротики, як у прагненні віднайти джерела символів, що трансформувалися в народнопісенній образності, і надати цій символіці нового філософського змісту. У "Трьох перстенях" світ поета існує у двох основних вимірах: розмаїтість і краса світу проєктуються на внутрішні істини, що відкрилися духовному зорові, висловлюються мовою природи, що наближає книжку до пантеїзму в сковородинівському розумінні, за яким духовне начало розчинене в природі як джерело її саморуху й саморозвитку.